# El Capitan (Texas)
El Capitan ist ein Berg im Guadalupe-Mountains-Nationalpark im Westen von Texas, Vereinigte Staaten. Mit einer Höhe von 2458 Metern ist er der achthöchste Gipfel von Texas.

## Lage
Der Berg befindet sich im Norden des Culberson Countys, einige Kilometer östlich von Dell City. El Capitan liegt unweit des 200 m höher gelegenen Guadalupe Peak am Südrand der Guadalupe Mountains. Er steigt abrupt aus der Chihuahua-Wüste auf und ist von drei Seiten von steilen Felswänden umgeben, weshalb er auch aus großer Entfernung gut zu erkennen ist.

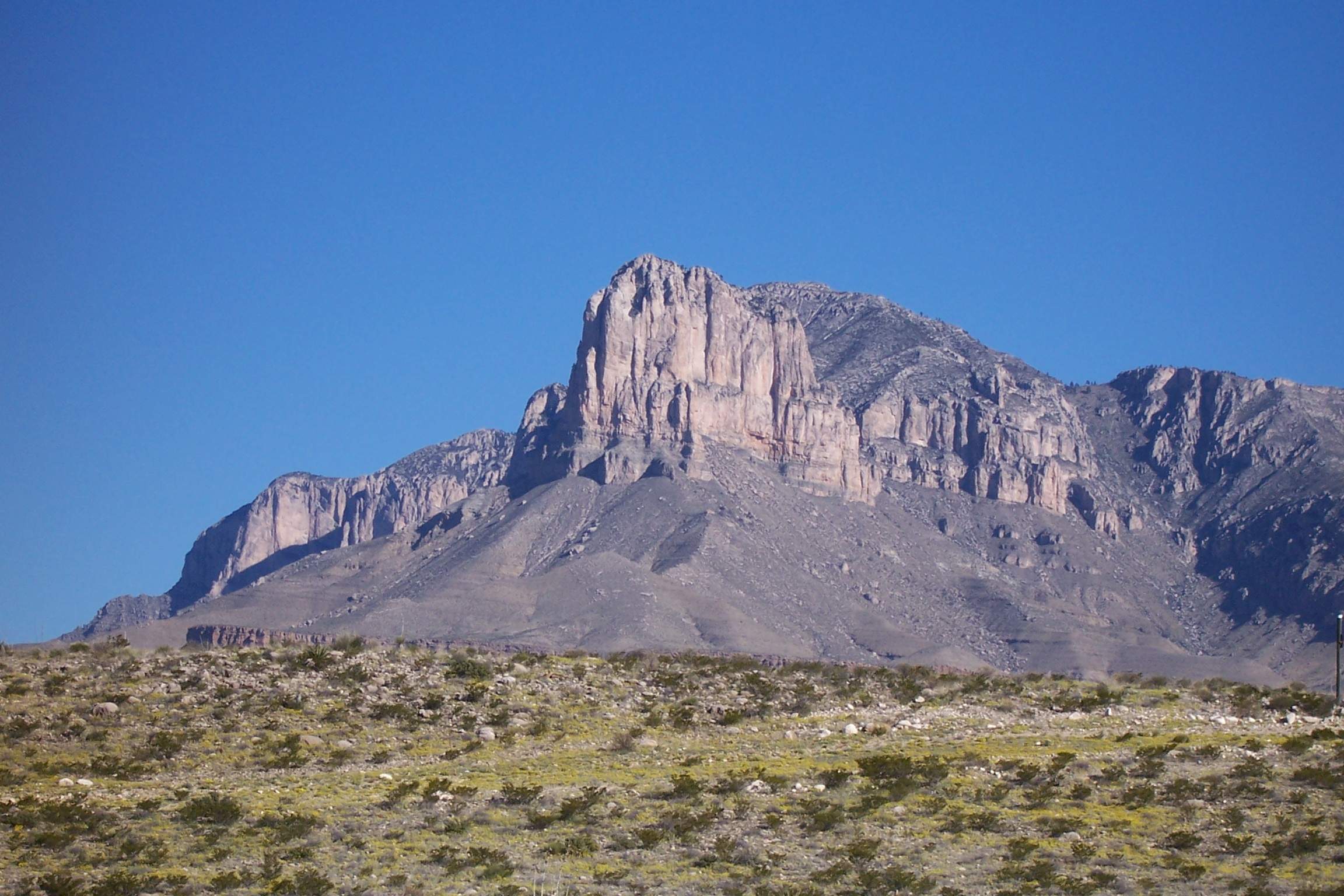
Felswände des El Capitan

## Sonstiges
Der Berg wurde aufgrund seiner markanten Form und steil aufragenden Felswänden jahrhundertelang als Landmarke für Reisende genutzt.
Heute ist El Capitan über Wanderpfade erreichbar. Der Aufstieg führt vom Visitor Center des Nationalparks zum höher gelegenen Guadalupe Peak und von dort aus auf dem Bergrücken hinab zu El Capitan.